# Kościół Świętych Apostołów Piotra i Pawła w Reszlu

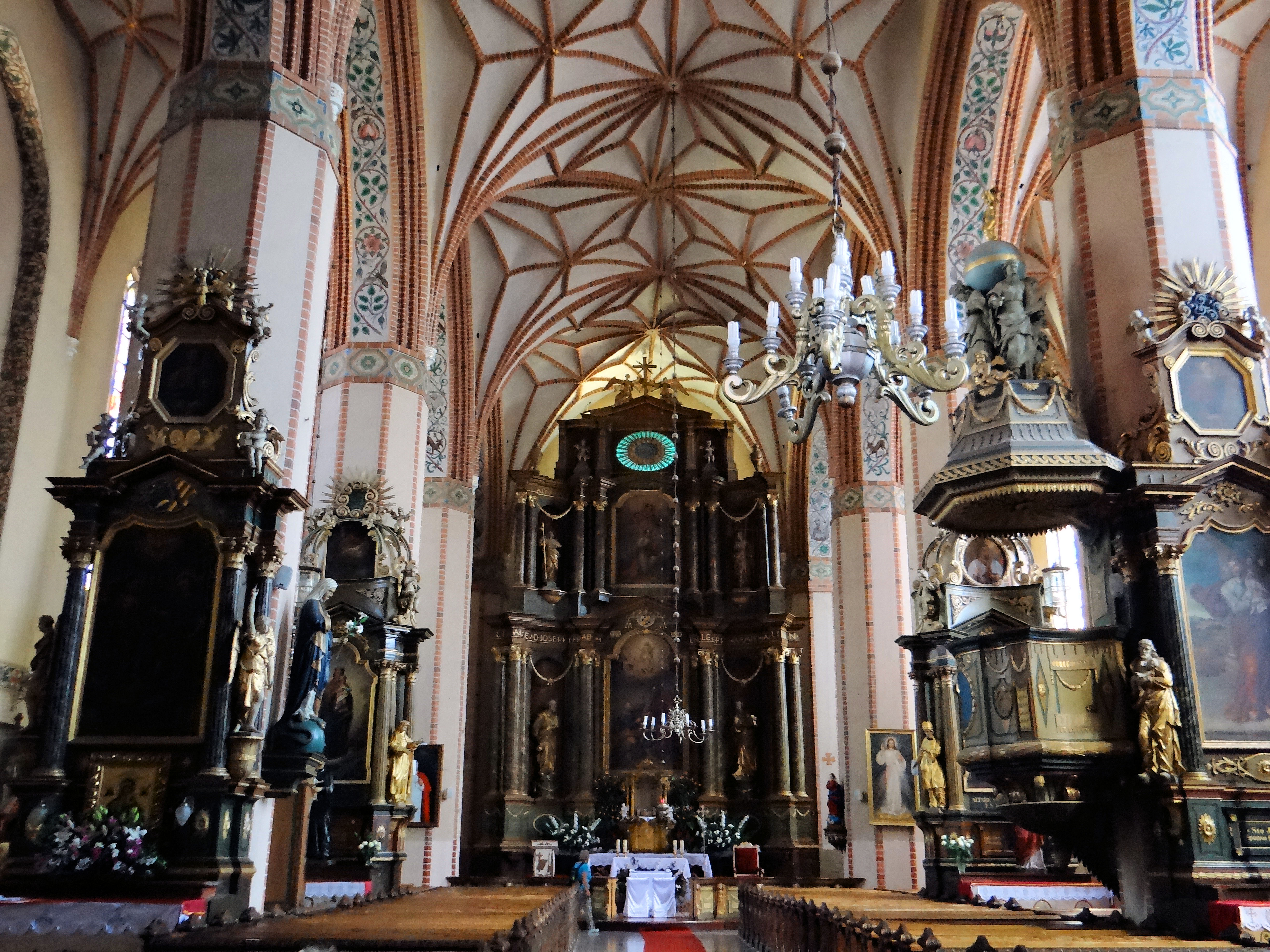
Ołtarz

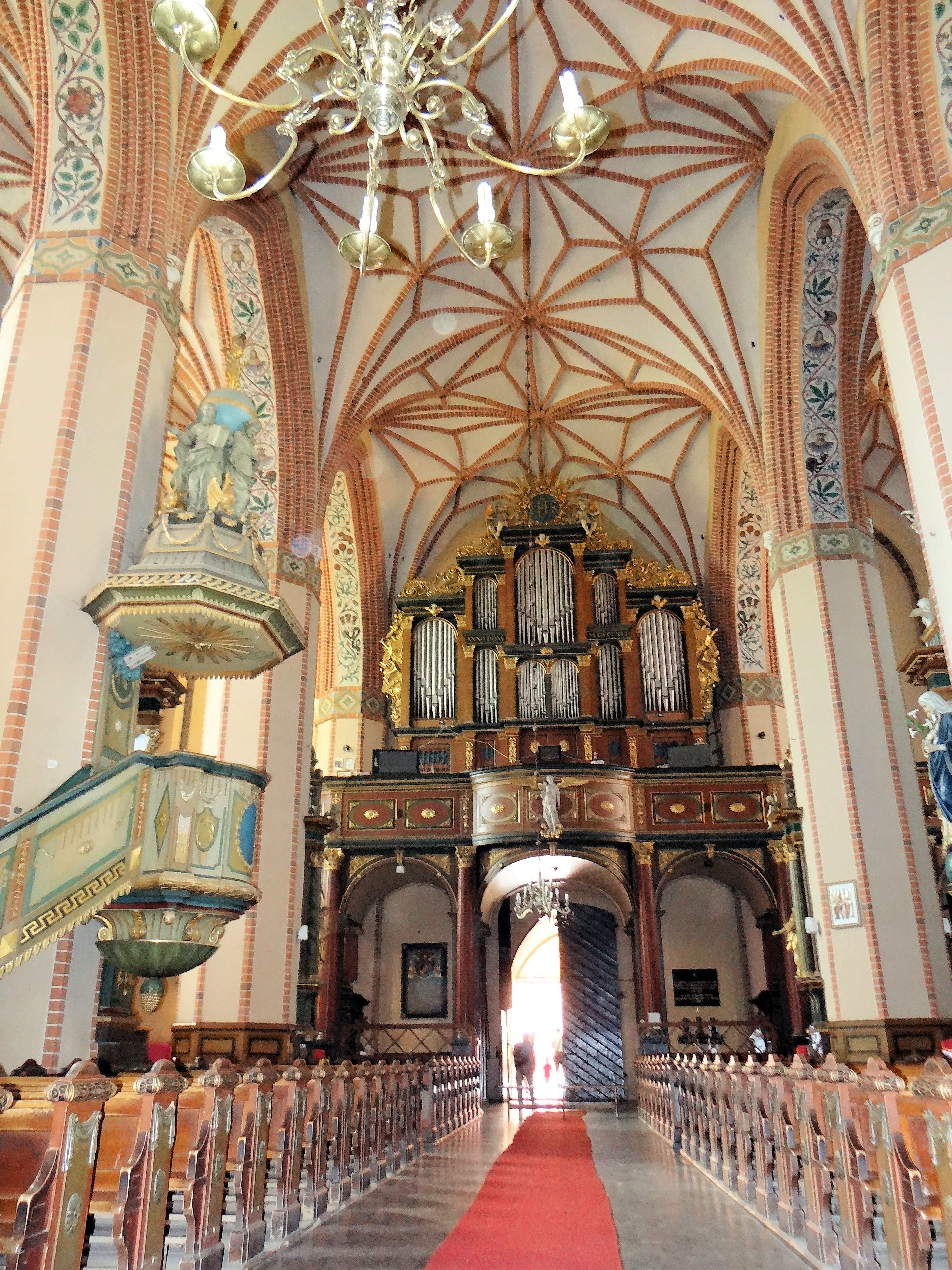
Organy

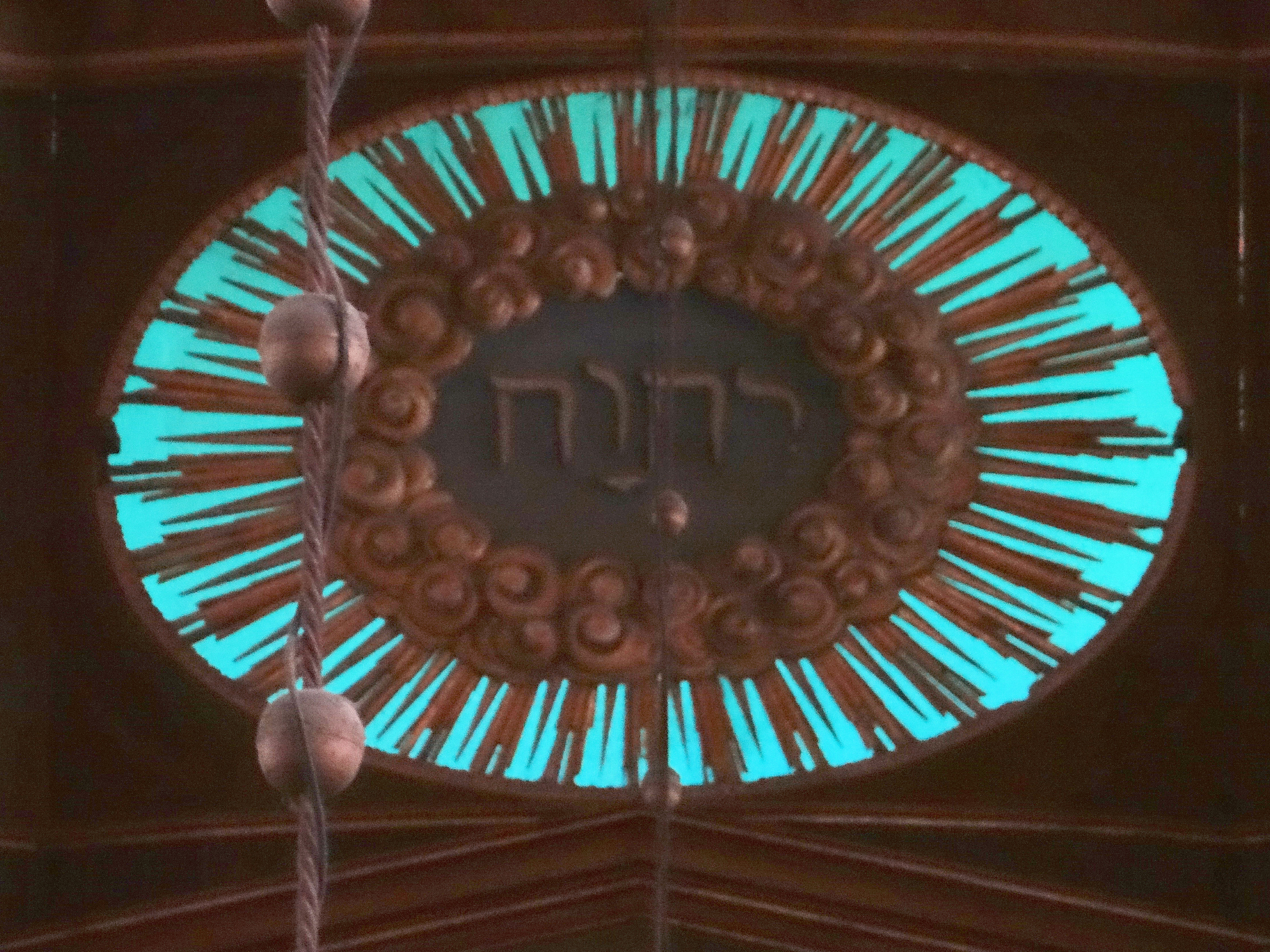
Tetragram na ołtarzu głównym

Kościół Świętych Apostołów Piotra i Pawła – rzymskokatolicki kościół parafialny należący do dekanatu Reszel archidiecezji warmińskiej. Jeden z zabytków miasta.
Świątynia została zbudowana zapewne po 1360 roku. Oprócz korpusu nawowego, została wzniesiona wtedy dolna część wieży. W XV wieku zostały wybudowane: zakrystia i kruchta. W 1474 roku budowla została częściowo zniszczona przez pożar. Podczas odbudowy, która rozpoczęła się w 1475 roku, został wybudowany nowy szczyt wschodni oraz gwiaździste sklepienie korpusu nawowego. Około 1500 roku została podwyższona wieża. Budowla została konsekrowana w dniu 3 kwietnia 1580 roku przez biskupa Marcina Kromera i otrzymała wezwanie Najświętszej Maryi Panny oraz Świętych Apostołów Piotra i Pawła. Po zniszczeniu kościoła przez pożar w 1806 roku, odbudowana świątynia została ponownie konsekrowana w dniu 31 maja 1817 roku przez biskupa pomocniczego Andrzeja Stanisława von Hattena i otrzymała wezwanie Świętych Apostołów Piotra i Pawła oraz św. Katarzyny. W 1837 roku wybudowano nowy hełm wieży z latarnią, natomiast w latach 1822-1843 kościół otrzymał nowe wyposażenie.
Jest to budowla gotycka, orientowana, trójnawowa, halowa, nie posiada wyodrebnionego prezbiterium. Została wybudowana na planie prostokąta z cegły na niskiej kamiennej podmurówce. Od strony zachodniej jest umieszczona kwadratowa wieża o 8 kondygnacjach o wysokości 52 metrów, posiadająca kruchtę w przyziemiu nakrytą pozornym (drewnianym) sklepieniem kolebkowym. Wnętrze korpusu nawowego jest nakryte sklepieniem gwiaździstym, podpartym przez cztery pary ośmiokątnych filarów i cztery pary półfilarów znajdujących się przy ścianach. W dobudowanej od strony północnej piętrowej zakrystii, oraz w kruchcie znajdują się sklepienia gwiaździste oraz krzyżowo-żebrowe. Między zakrystią i kruchtą Jest umieszczona parterowa, wąska, dobudówka, z kolei od stronie wschodniej – prostokątna parterowa biblioteka, wybudowana w 1471 roku ze sklepieniem kolebkowym. Korpus nawowy świątyni jest opięty przyporami. Umieszczone są w nim portale ostrołukowe z bogato profilowanymi ościeżami z drugiej połowy XIV stulecia. Okna są umieszczone od wewnątrz w szerokich ostrołukowych wnękach. Kościół jest ozdobiony profilowanymi gzymsami i blendami oraz szczytami uskokowo-sterczynowymi. Szczyt wschodni jest rozczłonkowany rzędem narożnikowo umieszczonych słupków sterczynowych. Na osi szczytu jest umieszczona ośmiokątna wieżyczka na sygnaturkę. W półszczytach zakrystii znajdują się wnęki przypominające ostrołukowe okna. Od zewnątrz, we wnęce nad portalem kruchty północnej jest umieszczona późnobarokowa grupa pasyjna, z kolei po lewej stronie portalu – pręgierz w kształcie okrągłej płyty kamiennej, pochodzący z XIV albo XV stulecia. We wnęce na ścianie wschodniej jest umieszczony posąg Matki Bożej z Dzieciątkiem z pierwszej połowy XIX stulecia. Na ołtarzu głównym znajduje się tetragram JHWH. W roku 2012 odkryto mebel – bibliotekę pochodzącą z XIV wieku. Jest to taki drugi eksponat w Polsce.